# Žanamari Lalić
Žanamari Lalić (Makarska, 8 september 1981) is een Kroatisch zangeres. Zij is in 2014 getrouwd met de Kroatische bassist Mario Perčić, en is sindsdien ook bekend onder de naam Žanamari Perčić.
In 2001 bracht Lalić de single Feels Like Heaven uit, nadat ze in Duitsland had meegedaan met Deutschland sucht den Superstar. In 2004 was ze de eerste winnaar van Idols in Kroatië (Hrvatskom idolu). Dat jaar bracht ze ook haar eerste cd uit, met de titel Žanamari.
In 2010 richtte ze een pop-rock-formatie op met de naam J'Animals.
- Bibliothèque nationale de France: cb15514086f (data)
- International Standard Name Identifier: 0000 0000 0210 9465
- MusicBrainz: 67d6a5c8-a551-473f-a615-1c9e47f22869
- Virtual International Authority File: 49530988